# جون ألين (عسكري)
جون ألين (بالإنجليزية: John Allen)‏ هو عسكري أمريكي، ولد في 30 ديسمبر 1771 في مقاطعة روكبريج في الولايات المتحدة، وتوفي في 22 يناير 1813 في River Raisin ‏ في الولايات المتحدة.